# Улица Салтыкова-Щедрина (Ярославль)
У́лица Салтыко́ва-Щедрина́ (бывшая Никитская улица, Большая Рыбинская улица, Университетская улица) — улица в центральной части города Ярославля. Пролегает между Республиканской и Полиграфической улицами. Нумерация домов ведётся от Республиканской улицы.
Сквозной проезд автотранспорта по улице закрыт от дома № 38 до угла с улицей Володарского, на данном участке обустроен бульвар. Также закрыт для сквозного проезда отрезок между улицей Володарского и проспектом Толбухина.

## История

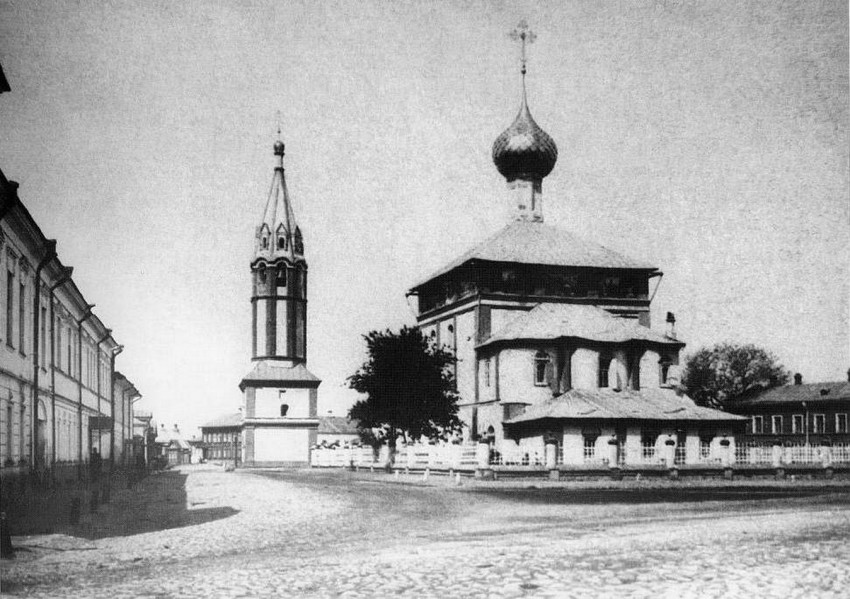
Начало улицы и церковь Иоанна Богослова в конце XIX века

До регулярной планировки частично на месте современной улицы находились улицы Никитская (на участке от Чайковского до Володарского), названная по расположенной на ней Никитской церкви, и Богословская (на участке вдоль южной стороны Алексеевского сада), названная по располагавшейся на ней церкви Иоанна Богослова.
В ходе перестройки города по регулярному плану 1778 года была проложена новая прямая улица от Духовской улицы до городского вала, получившая название Большая Рыбинская по городу Рыбинску Ярославской губернии. Одновременно с новым продолжало использоваться старое название Никитская.
В 1924 году советские власти переименовали Никитскую улицу в Университетскую по располагавшемуся на ней с 1918 года университету, однако в том же году университет был закрыт. В 1933 году улицу снова переименовали — в улицу Бубнова в честь Андрея Бубнова — революционера и советского наркома, в 1938 году расстрелянного за террористическую деятельность. В 1939 году улицу ещё раз переименовали — в улицу Салтыкова-Щедрина по случаю 50-летия со дня смерти писателя Михаила Салтыкова-Щедрина.

## Здания и сооружения
- Часовня в честь святителя Алексия, митрополита Московского[2].
- № 1/108 — Главный корпус Государственного Педагогического Университета им. Ушинского. Бывшее здание Ионафановского женского Епархиального училища. Построено в 1829-1834 годах.
- № 3 Бывший жилой дом Епархииального училища начало XX века
- № 5 — Бывший жилой дом Епархиального училища конец XVIII века[3]
- № 7 — Жилой дом Привалова. В 1914 году было построено два отдельных здания, в советское время соединены аркой и  надстроены третим этажом.
- № 8 — Бывший жилой дом Астапова начало XIX века
- № 9 — Бывший доходный дом Княжниной конец XVIII века, затем доходный дом Майорова конец XIX века.
- № 9а — Бывший доходный дом Майорова 1902 год
- № 11 — Бывший жилой дом Княжниной конец XVIII века, затем дом Работновой конец XIX века.
- № 14 — Бывший жилой дом Сакина начало XX века. В советское врем надстроен третим этажом.
- № 13, 15 Дома актёрского квартала, построенные в 1948-1950 годах немецкими военнопленными.
- № 32 — Церковь Никиты мученика 1902 год и колокольня конц XVII века
- № 40 — Жилой дом начало XX века
- № 42 —Средняя школа № 42 имени Гусева
- № 75 — Средняя школа № 1

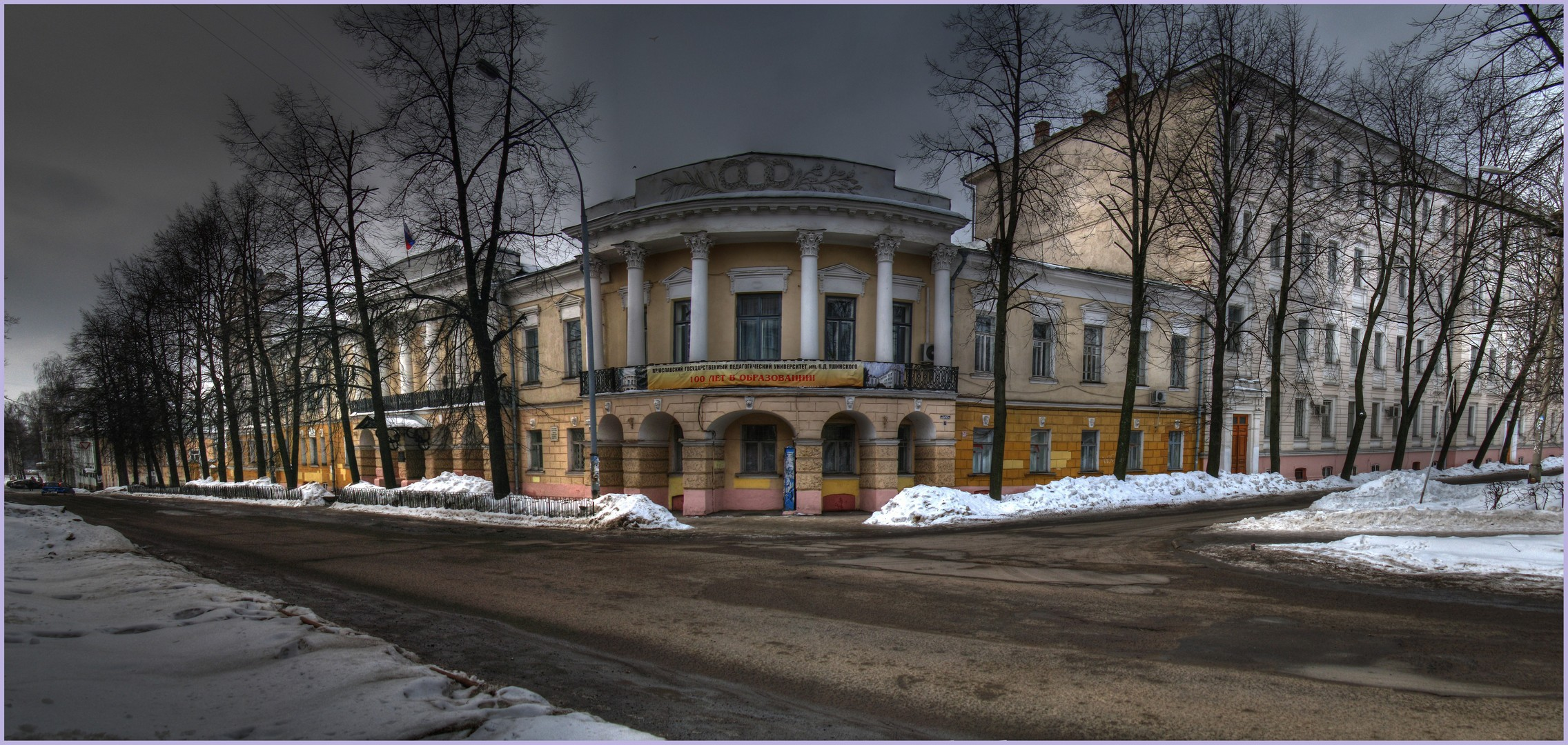
Главный корпус ЯГПУ
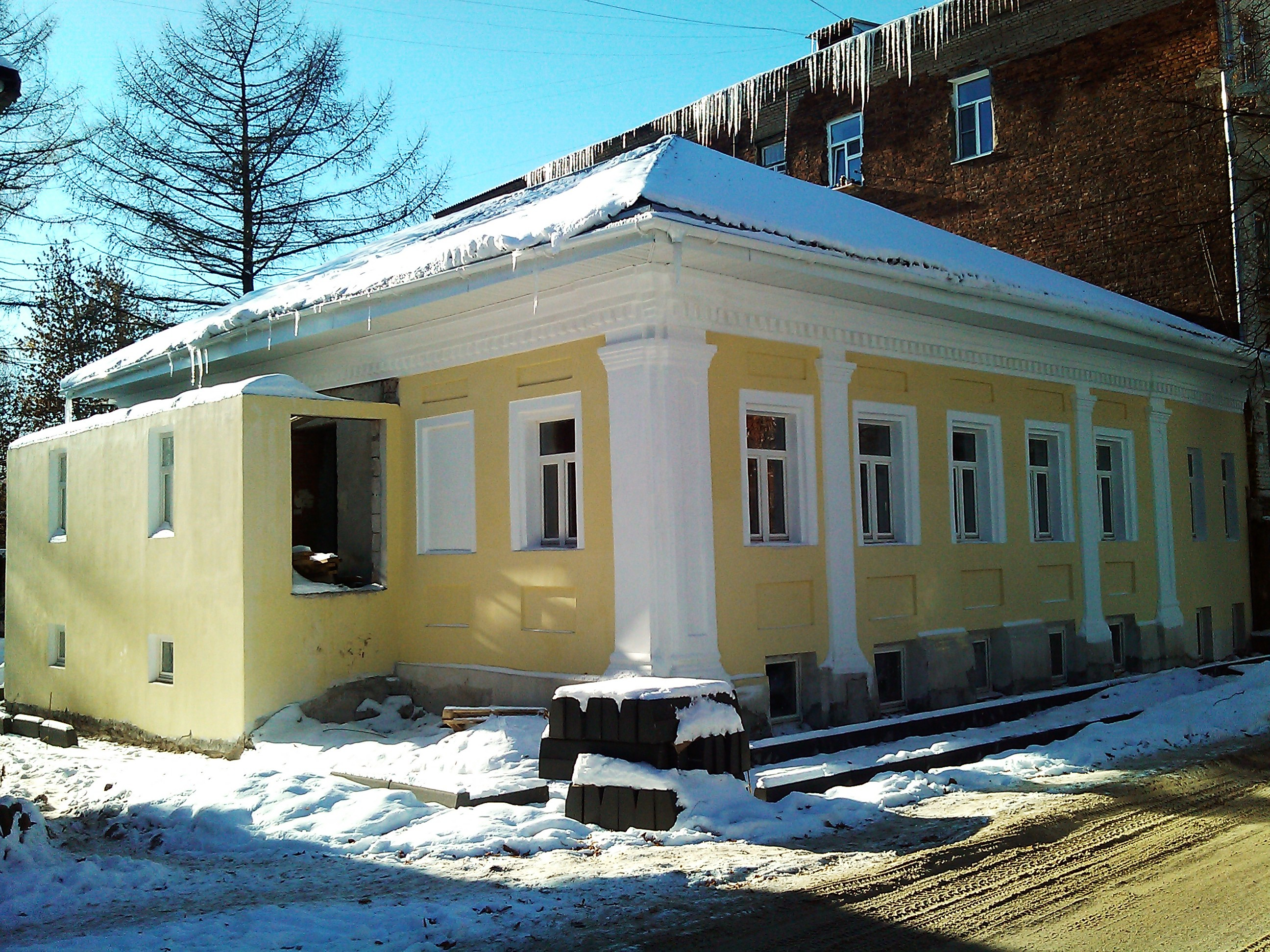
Бывший жилой дом Епархиального училища